# Reverse Address Resolution Protocol
Giao thức RARP
Định Nghĩa: Giao thức RARP (Reverse Address Resolution Protocol) hay còn gọi là giao thức phân giải địa chỉ ngược là một giao thức được sử dụng bởi một máy chủ yêu cầu giao thức Internet(IPv4) dùng để xác định địa chỉ IP (địa chỉ logic) từ địa chỉ MAC của thiết bị.
Mục Đích: Sử dụng giao thức RARP để tìm địa chỉ IP (Thực chất là việc ánh xạ cho Host một địa chỉ IP) khi đã biết địa chỉ vật lý (MAC) của Host.
Qúa trình thực hiện RARP được bắt đầu khi một máy muốn gửi đi một gói tin đến một máy khác, để làm được điều này trước tiên là máy đó phải xác định được địa chỉ IP của mình trong mạng. Như chúng ta đã biết việc gửi gói tin trong cùng một mạng thông qua Switch là dựa vào địa chỉ MAC tuy nhiên để biết được chúng có cùng trong cùng một mạng hay không thì cần xác định IP của mạng đó, RARP làm nhiệm vụ này.
Khi một máy trong mạng cục bộ gửi yêu cầu xác định địa chỉ IP từ cổng của máy chủ ARP (Address Resolution Protocol) thì chúng sẽ kiểm tra tại các bảng hoặc bộ nhớ đệm (Cache) tại đó. Một quản trị mạng (Network Administrator) có trách nhiệm tạo ra bảng tại cổng định hướng của mạng cục bộ này. Bảng này sẽ ánh xạ địa chỉ MAC của máy sang địa chỉ IP tương ứng.
Khái niệm RARP Server: Tất cả ánh xạ giữa địa vật lý (MAC) với địa chỉ logic(IP) của các Hosts được lưu trữ vào tệp cấu hình của một Host nào đó trong mạng. Host này được gọi là RARP Server. Host này đáp ứng tất cả các yêu cầu của RARP Request. Còn tệp cấu hình này nằm trên vùng đĩa cứng của RARP Server.
RARP Client: là một hệ thống máy tính không đĩa (Hosts), nơi phát ra các yêu cầu để xác định IP của Host với đầu vào là địa chỉ MAC.
Hoạt động:
- Khi một hệ thống không đĩa khởi động, nó phát đi một gói tin Broadcast yêu cầu RARP với địa chỉ MAC của nó. Gói tin này được nhận bởi tất cả các Hosts trong mạng. Khi RARP Server nhận được gói tin này nó nhìn lên địa chỉ MAC trong tệp cấu hình và xác định địa chỉ IP tương ứng. Sau đó nó gửi địa chỉ IP trong gói trả lời tin RARP (RARP Reply) và chỉ gửi từ một Host đến Host đích cần tới vì vậy gọi là gói Unicast. Hệ thống không đĩa ban đầu nhận được gói tin này và có được địa chỉ IP.
- Một gói tin RARP Request thường được được tạo ra trong quá trình khởi động của Host. Khi RARP Server nhận được gói RARPRequest, nó thực hiện các bước sau.
  - Địa chỉ MAC trong gói tin yêu cầu được tìm kiếm trong tệp cấu hình, và được ánh xạ sang địa chỉ IP tương ứng.
  - Nếu việc ánh xạ không tìm thấy thì gói tin sẽ bị loại.
  - Nếu việc ánh được tìm thấy, một gói tin RARP Reply được tạo ra với địa chỉ MAC và IP của máy nguồn. Sau đó gói này được gửi trả lại Host mà đã đưa ra gói RARP Request.
- Lúc này khi Host nhận được RARP Reply, nó nhận được địa chỉ IP từ gói tin RARP ban đầu và hoàn tất quá trình khởi động (Boot), địa chỉ IP được sử dụng để giao tiếp với các Hosts khác trong mạng cho đến khi nó khởi động lại.

Một số đặc điểm của giao thức RARP:
- Giao thức này xuất hiện đầu tiên trong việc giải quyết nhiệm vụ ánh xạ từ địa chỉ vật lý sang địa chỉ logic.
- Sử dụng trong các hệ thống không có đĩa (DisklessWorkstation).
- Sử dụng nhiều trong các mạng LAN qui mô nhỏ, đặc biệt là trong mạng Ethernet.
- Hiện tại RARP không còn sử dụng nữa mà đã thay thế bằng giao thức khác đó là BOOTP và DHCP. Chúng ta sẽ cùng tìm hiểu những giao thức này trong bài viết sau.
- RARP cùng với ARP nằm trên lớp DataLink Layer của mô hình OSI.